# Damnonii
 (septembre 2021).
La mise en forme du texte ne suit pas les recommandations de Wikipédia : il faut le « wikifier ».
Les points d'amélioration suivants sont les cas les plus fréquents. Le détail des points à revoir est peut-être précisé sur la page de discussion.
- Les titres sont pré-formatés par le logiciel. Ils ne sont ni en capitales, ni en gras.
- Le texte ne doit pas être écrit en capitales (les noms de famille non plus), ni en gras, ni en italique, ni en « petit »…
- Le gras n'est utilisé que pour surligner le titre de l'article dans l'introduction, une seule fois.
- L'italique est rarement utilisé : mots en langue étrangère, titres d'œuvres, noms de bateaux, etc.
- Les citations ne sont pas en italique mais en corps de texte normal. Elles sont entourées par des guillemets français : « et ».
- Les listes à puces sont à éviter, des paragraphes rédigés étant largement préférés. Les tableaux sont à réserver à la présentation de données structurées (résultats, etc.).
- Les appels de note de bas de page (petits chiffres en exposant, introduits par l'outil «  Source ») sont à placer entre la fin de phrase et le point final[comme ça].
- Les liens internes (vers d'autres articles de Wikipédia) sont à choisir avec parcimonie. Créez des liens vers des articles approfondissant le sujet. Les termes génériques sans rapport avec le sujet sont à éviter, ainsi que les répétitions de liens vers un même terme.
- Les liens externes sont à placer uniquement dans une section « Liens externes », à la fin de l'article. Ces liens sont à choisir avec parcimonie suivant les règles définies. Si un lien sert de source à l'article, son insertion dans le texte est à faire par les notes de bas de page.
- La présentation des références doit suivre les conventions bibliographiques. Il est recommandé d'utiliser les modèles {{Ouvrage}}, {{Chapitre}}, {{Article}}, {{Lien web}} et/ou {{Bibliographie}}. Le mode d'édition visuel peut mettre en forme automatiquement les références.
- Insérer une infobox (cadre d'informations à droite) n'est pas obligatoire pour parachever la mise en page.

Pour une aide détaillée, merci de consulter Aide:Wikification.
Si vous pensez que ces points ont été résolus, vous pouvez retirer ce bandeau et améliorer la mise en forme d'un autre article.

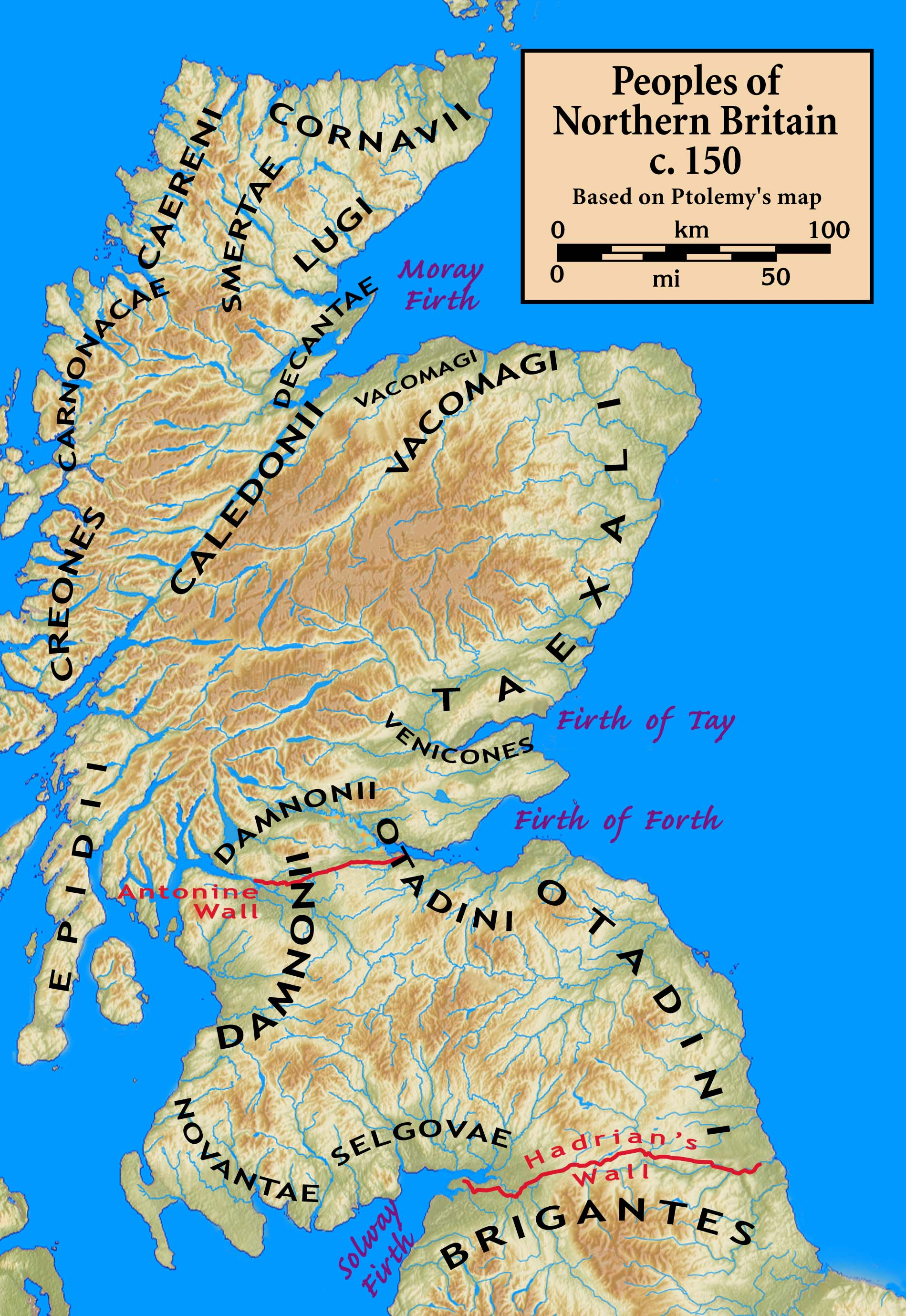
Localisation des principales tribus calédoniennes au nord du mur d'Hadrien en 150.

Les Damnonii (aussi appelés Damnii) étaient un peuple brittonique de la fin du IIe siècle qui vivait dans ce qui allait devenir le royaume de Strathclyde au début du Moyen Âge, aujourd'hui le sud de l'Écosse. Ils sont brièvement mentionnés dans la Géographie de Ptolémée, où il utilise les termes « Damnonii » et « Damnii » pour les décrire. Il n'existe aucune autre trace historique à leur sujet, sauf peut-être celle de Gildas trois siècles plus tard. Leur affinité culturelle et linguistique est présumée brittonique. Cependant, il n'existe aucune trace historique ininterrompue, et une origine partiellement picte n'est pas exclue.
Les Romains sous Agricola avaient fait campagne dans la région en 81, et elle était occupée par les Romains (au moins nominalement) entre le moment où le mur d'Hadrien a été construit (vers 122), en passant par la construction du mur d'Antonin (vers 142), jusqu'au retrait du mur d'Hadrien en 164. La Géographie de Ptolémée a été écrite dans cette période, son récit est donc contemporain.

## Localisation
Leur territoire devait concerner les comtés actuels de Dumfriesshire, Ayrshire, Renfrewshire, Dunbartonshire, Stirlingshire et le sud du Perthshire. Ptolémée leur attribue : Colonia ou Colanica (Camelon ?), Vindogara (Irvine) ou Ayr (Strathclyde) ou encore un autre site voisin, Coria (Brochan Hill ?), Alauna [Damnonorum] / Ardoch; Lindum [Damnonorum] (Drumquhassle ?), Victoria (Inchtuthil ?).
- Ptolémée, II,3,7 : Damnonioi ( = DAMNONII); variate Damnioi (=DAMNII); II,3,8 : Damnonious ( = DAMNONIOS); variante Damnious (=DAMNIOS
"Après eux plus vers l'est, mais plus au nord, sont les Damnoni, chez qui sont les villes suivantes : Colanica 20*45 59°10 Vindogara 21*20 60°00 Coria 21*30 59°20 Alauna 22*45 59°50 Lindum 23*00 59°30 Victoria 23*30 59°00" [Extrait de la Géographia de Ptolémée (II,2)]
- Ravenna, 108,20 : DAUNONI; variante DANNOM

## Étymologie du nom
Le nom de la tribu est presque identique à celui des Dumnonii, une tribu britannique qui vivait en Cornouailles et dans le Devon. Il est également proche de celui des Fir Domnann, une tribu qui vivait en Irlande. Jusqu'à présent, rien n'indique que les Damnonii, les Dumnonii et les Domnann soient le même peuple ou partagent une ascendance commune unique, et leurs similitudes reposent probablement sur leurs étymologies descriptives. Les Dumnonii et les Domnann tirent leur nom de la racine celtique *dumno- qui signifie « profond » ou « terre intérieure ». Le nom Damnonii pourrait alors signifier « ceux des profondeurs » ou « habitants des vallées profondes », probablement en référence à leur terre natale, la vallée de la Clyde et celle de l'Ayrshire. Une théorie moins probable avance que les Damnonii étaient réputés pour leur activité minière, d'où leur surnom de « ceux des profondeurs », la région de la Clyde regorgeant de gisements minéraux naturels.
Selon Rivet et Smith, les Damnonii est la tribu qui est sous le vocable d'une déesse *Dumnu, ou *Dumnonu.
Selon Even, le nom des Dumnonii / Damnonii est emphatique : il correspond à la racine *D°m- = monde, pour désigner les maitres du Monde (en lien avec le latin : Dominus).

## Histoire
Les Damnonii, ont été soumis par Agricola, alors gouverneur de Bretagne, entre 80 et 84 apr. J.-C. À partir de 122, l'empereur Hadrien opère un repli en faisant construire le mur qui porte son nom, plus au sud, entre les embouchures des rivières Ituna (Eden) et Tinea (Tyne), libérant ainsi les tribus situées au nord du Mur, dont les Damnonii, qui repassent au domaine barbare. En 139, le gouverneur Quintus Lullius Urbicus donne l'ordre de réinvestir les territoires jusqu'à la Clota (Clyde ) et la Bodotria (Forth), et fait construire en 142 un nouveau mur, auquel on donne le nom de l'empereur du moment : Antonin. Nouveau repli sur le Mur d'Hadrien en 158 à cause d'une violente révolte chez les Brigantes, au sud. Nouvelle réinstallation sur le Mur d'Antonin en 161. L'empereur Commode abandonne définitivement le Mur d'Antonin en 184. Plus tard, les Damnonii seront intégrés au royaume de Stratclyde (Strata Clota).

### Histoire tardive
Après le retrait définitif de Rome d'Écosse en 210 apr. J.-C., les Damnonii disparaissent de l'histoire. On ignore quand ils se sont centralisés pour former le Strathclyde. Des lettres de saint Patrick évoquent le « roi d'Altclut » (Ceretic Guletic) au début du Ve siècle, ses ancêtres étant des chefs damnonii aux noms romanisés, ce qui suggère une certaine romanisation au sein de l'élite damnonii ou un renouement avec l'Empire. À partir de ce moment, le royaume de Strathclyde semble prendre la place des Damnonii dans l'histoire.

### Relation avec Rome
Aucune preuve, ni littéraire ni archéologique, n'indique une quelconque bataille entre les Damnonii et les Romains, suggérant ainsi une coopération entre les deux peuples. Cependant, l'importante expansion de la couverture forestière en Écosse au IIe siècle témoigne d'un déclin de la population autochtone, probablement dû à des maladies. Le sud de l'Écosse servait essentiellement de zone frontière entre la Britannia Inferior et les Calédoniens, au nord. Cependant, les attaques contre le mur d'Hadrien plus tard au IIe siècle pourraient témoigner d'un changement dans les relations entre les deux peuples. En 364, un peuple connu sous le nom d'Attacotti pilla la Bretagne romaine, aux côtés des Irlandais, des Pictes et des Saxons. Il est possible que les Damnonii aient fait partie de ce peuple mystérieux.

## Historiographie
La seule mention des Damnonii et de leurs villes est celle de Ptolémée (vers 80 – vers 168). Aucune autre source ne les mentionne.
Ptolémée indique que les villes des Damnonii étaient Vanduara, Colania, Coria, Alauna, Lindum et Victoria. Cependant, il n'y avait pas de villes à proprement parler dans la région à cette époque ; il faisait donc probablement référence aux camps militaires romains et aux bastions autochtones tels que les duns. Des efforts ont été déployés pour déterminer l'emplacement de ces villes, mais les informations disponibles sont insuffisantes pour atteindre un quelconque degré de certitude, et les emplacements suggérés ne relèvent guère que de suppositions.
Compte tenu du manque de preuves, les historiens s'accordent peu sur l'emplacement actuel des villes. Parmi les attributions faites par ceux dont les travaux font autorité (à des degrés divers), on trouve celles de William Baxter (1719, Glossarium Antiquitatum Britannicum), William Camden (1607, Britannia), John Horsley (1732, Britannia Romana), William Forbes Skene (1880, Celtic Scotland, a History of Ancient Alban), George Chalmers (vers 1820, Caledonia), et William Roy (1793, Military Antiquities of the Romans in Britain). D'autres historiens citent l'un de ces ouvrages comme source d'autorité pour l'attribution des villes de Ptolémée, ou se contentent d'en affirmer une en passant. Quelques-uns proposent des listes des affirmations de ces experts.
On suppose qu' Alauna correspond à Camelon, situé à proximité et à l'ouest de Falkirk, ou à Stirling, ou à Kier (à environ 6,4 km au nord-nord-ouest de Stirling, sur l'Allan Water), ou encore à l'île d'Inchkeith. On suppose qu' Alauna correspond à Lanark ou Carstairs (à environ 8 km au nord-est de Lanark), ou à un autre endroit à l'est de Clydesdale. Coria est suggérée comme étant Lyne Kirk (environ 4 miles (6,4 km) à l'ouest-nord-ouest de Peebles, ou un autre endroit sur la rive est de Clydesdale. Lindum est suggérée comme étant Kirkintilloch (environ 16 miles (26 km) au nord-est de Glasgow), ou Linlithgow, ou près d'Ardoch (celui à environ 10 miles (16 km) au nord-ouest de Stirling). Victoria est suggérée comme étant Dalginross (environ 5 miles (8,0 km) à l'ouest de Crieff, ou Abernethy (environ 5 miles (8,0 km) au sud-est de Perth). Vanduara est suggérée comme étant Paisley ou Renfrew (tous deux à environ 6 miles (9,7 km) à l'ouest de Glasgow), ou à environ 20 miles au sud de Glasgow à Loudoun Hill.
À partir de 1757, les premières études sur les Damnonii furent fortement influencées par le faux littéraire The Description of Britain (De Situ Britanniae). Cet ouvrage était considéré comme le seul document faisant autorité sur la Britannia Inferior, la partie nord de la Bretagne romaine. Tout au long de la seconde moitié du XVIIIe siècle, jusqu'à sa démystification en 1845, il contenait prétendument un récit contemporain perdu de la province de Bretagne, rédigé par un général romain, de nouveaux détails sur les voies romaines en Bretagne, inspirés de l'itinéraire d'Antonin, et une version améliorée de la carte de Ptolémée. Sa crédibilité était telle que, même après la preuve de son falsification, il fut cité comme source historique jusqu'à la fin du XIXe siècle. Chalmers et Roy eux-mêmes croyaient à son authenticité à l'époque où ils l'écrivirent. De Situ Britanniae suivait généralement la carte de Ptolémée, mais formulait des affirmations inédites concernant les villes damnonii.

## Sources
- A.L.F. Rivet, Colin Smith (1979). The Place-names of Roman Britain, B.T. Batsford Limited,  (ISBN 978-0713420777).